# آهلو (رود)
آهلو (به لاتین: Aheloy) یک رود در بلغارستان است که در استان بورگاس واقع شده‌است.